# 小行星9109
小行星9109（英語：9109 Yukomotizuki）是一颗围绕太阳公转的小行星。1997年1月9日，小林隆男在大泉天文台发现了此天体。
这颗小行星的绝对星等为265.8292181708518等。